# Hästholmen (Vårdö, Åland)
Hästholmen är en halvö i Åland (Finland). Den ligger i den östra delen av landskapet, 26 km öster om huvudstaden Mariehamn.